# John Lynch (safety)
John Terrence Lynch, Jr. (Hinsdale, Illinois, 25 de septiembre de 1971) es un jugador retirado de fútbol americano que jugó en la posición de safety en la National Football League. Fue seleccionado por los Tampa Bay Buccaneers en la tercera ronda del Draft de 1993. Jugó fútbol americano universitario en el equipo de Stanford.
Seleccionado en nueve diferentes ocasiones al Pro Bowl, Lynch ganó un anillo de Super Bowl con los Buccaneers en el Super Bowl XXXVII. También jugó para los Denver Broncos y los New England Patriots antes de retirarse como agente libre durante la temporada de 2008. Fue ubicado en la posición #10 como uno de los tackleadores más temidos en la historia de la NFL en la producción de NFL Films llamada "Top 10 Most Feared Tacklers" (Los 10 Tackleadores Más Temidos), hecha para el canal NFL Network.

## Primeros años de vida deportiva
Lynch asistió a la escuela Torrey Pines High School ubicada en el área de Carmel Valley/Del Mar de la ciudad de San Diego, California donde también jugó como quarterback.
Lynch en su estadía en la Universidad de Stanford destacó tanto en béisbol como en fútbol americano.

## Carrera como beisbolista
Lynch fue seleccionado como pitcher por los Florida Marlins en la segunda ronda (selección 66) del draft amateur de 1992. Realizó su primer lanzamiento en la historia de esta organización como miembro del equipo Erie Sailors. Lanzó un strike a 95 millas por hora. Su uniforme está en exhibición en el Salón de la Fama del Béisbol. Jugó durante dos temporadas en las ligas menores con los Sailors y los Kane County Cougars, lanzando en nueve juegos, con marca de 1-3 con un promedio de 2,36.

## Carrera profesional en el fútbol americano

### Tampa Bay Buccaneers
Lynch fue seleccionado por los Tampa Bay Buccaneers en la tercera ronda (82.ª selección global) en el Draft de 1993. Lynch jugó sus primeras 11 temporadas en la NFL con los Bucs.
En 2002, Lynch consiguió su único campeonato de Super Bowl en el Super Bowl XXXVII con Tampa Bay en San Diego, California. Fue el primer jugador en utilizar un micrófono en su uniforme durante un Super Bowl.
Los Buccaneers dejaron a Lynch en libertad para jugar para cualquier equipo al final de la temporada de 2003 y la razón oficial fue el límite salarial.

### Denver Broncos
Lynch fue contratado como agente libre por los Denver Broncos antes de comenzar la temporada de 2004, a pesar de haber sido contactado también por los New England Patriots.
En la temporada de 2005, John Lynch casi logró llegar a su segundo Super Bowl, pero los Broncos perdieron con los Steelers por el Campeonato de la AFC. 
En 2006 y 2007 fue nombrado como el capitán defensivo de los Broncos. El 31 de julio de 2008, Lynch dejó de estar ligado a Denver. Lynch dijo que una de las razones de su salida fue el poco tiempo de juego que tuvo en su último año en Denver.

### New England Patriots
Lynch visitó a los New England Patriots el 13 de agosto de 2008, y acordaron ambas partes un contrato por un año y 1.5 millones de dólares. Sin embargo fue despedido el 1 de septiembre de 2008.

### Retiro
El 17 de noviembre de 2008 Lynch hizo el anuncio oficial de que se retiraba del fútbol americano y seis días después fue contratado por la cadena FOX para que se uniera a sus transmisiones de partidos de la NFL.

## Vida personal
Lynch y su esposa, Linda, tienen cuatro hijos: un niño de nombre Jake, y tres niñas de nombres Lindsay, Lillian y Leah Rose.